# Mazda CX-3
Мазда CX-3 (јап. マツダ・CX-3) је градски кросовер који производи јапанска фабрика аутомобила Mazda. Производи се од 2015. године.

## Историјат
Први пут је представљен на салону аутомобила у Лос Анђелесу 18. новембра 2014. године. У Европи је представљен на салону у Женеви марта 2015. године. Мазда CX-3 је компактни СУВ кросовер, који се производи искључиво у Јапану, у граду Хирошими. CX-3 је заснован на платформи коју користи модел Мазда2 четврте генерације. Два аутомобила имају идентично међуосовинско растојање, али је CX-3 дужи за 215 мм. Кросовер је виши за 55 мм, што је и за очекивати. Унутрашњост је такође веома слична ентеријеру четврте генерације Мазде2.
Мазда је искористила кодо дизајн који је карактеристичан за све њене моделе од 2011. године, а CX-3 обликом највише подсећа на већи Маздин теренац Мазду CX-5.
Моторе које користи Мазда CX-3 су, бензински мотори од 1.3 SkyActiv-G, 2.0 SkyActiv-G (120 и 165 КС) и дизел мотор од 1.5 SkyActiv-D (105 КС). Све варијанте мотора имају Start Stop систем. Доступан је са шестостепеним мануелним или шестостепеним аутоматским мењачем, а осим модела са предњим погоном, у понуди су и верзије са погоном на сва четири точка. Главни конкуренти су му Опел мока, Фијат 500X, Шкода јети, Пежо 2008, Рено каптур, Нисан џук, Ситроен Ц4 кактус, Хонда HR-V и Сузуки витара.

## Галерија
- Предњи поглед
- Задњи поглед
- Предњи поглед, редизајн
- Задњи поглед, редизајн
- Ентеријер, редизајн